# Semele (mitologia)

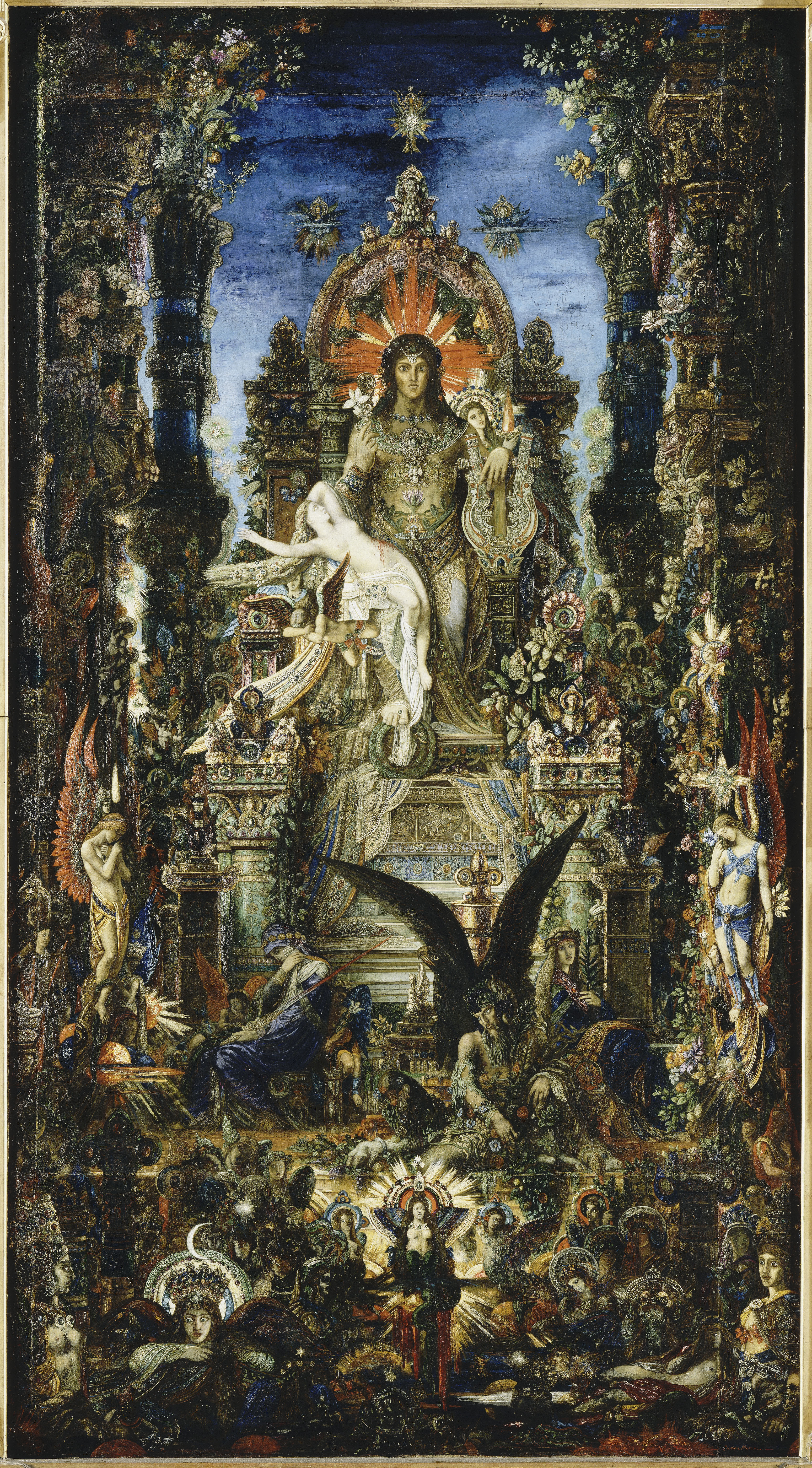
Gustave Moreau: Semele

Semele (stgr. Σεμέλη Semélē, łac. Semele), także Tyone (stgr. Θυώνη Thyṓnē, łac. Thyone) – w mitologii greckiej królewna tebańska, bogini.
Uchodziła za córkę króla Kadmosa i Harmonii. Z bogiem Zeusem, który był jej kochankiem, miała syna Dionizosa.
Pewnego razu zazdrosna żona Zeusa, Hera, pod postacią śmiertelniczki namówiła Semele, aby ta wystawiła swego kochanka na próbę – jeśli naprawdę jest bogiem, niech ukaże się jej w swej boskiej postaci. Uproszony Zeus wreszcie zgodził się spełnić życzenie i pojawił się przed ukochaną pod postacią piorunów. Rażona piorunem Semele zginęła, ale Zeus uratował jej sześciomiesięczny płód. Zaszył go w swym udzie i wydał na świat małego Dionizosa – przyszłego boga wina i płodności. Semele po śmierci trafiła do Hadesu, ale gdy Dionizos dorósł, zabrał ją stamtąd na Olimp jako boginię Tyone.